# Andrzej Walczak (przedsiębiorca)
Andrzej Walczak (ur. 12 września 1958 w Łodzi) – polski przedsiębiorca, architekt, fotograf, współtwórca Grupy Atlas i miliarder

## Życiorys
Andrzej Walczak z wykształcenia jest architektem – ukończył studia na Wydziale Budownictwa i Architektury Politechniki Łódzkiej. W 1989 założył ze Stanisławem Ciupińskim i Grzegorzem Grzelakiem firmę AT-TA zajmującą się remontami i wykończeniami, natomiast w 1991 mężczyźni założyli wspólnie Grupę Atlas zajmującą się produkcją chemii budowlanej. Walczak w początkach działalności Atlasu oprócz pełnienia funkcji jednego z prezesów, zajmował się również sprzedażą kleju do glazur w Łodzi i Warszawie. W 2013 wg magazynu Wprost, Andrzej Walczak był 43 na liście najbogatszych Polaków i najbogatszym łodzianinem z majątkiem 530 mln zł, posiadając 43% udziałów w Atlasie. W 2024 znalazł się na 88. miejscu najbogatszych Polaków z majątkiem 1,019 mld zł.

### Działalność artystyczna
Prace fotograficzne Andrzeja Walczaka były prezentowane m.in. na wystawach:
- „Na drodze”, Galeria Stowarzyszenia Artystycznego Dzyga, wystawa indywidualna (Lwów 2005),
- „Don Kichot. Współczesna próba interpretacji” Muzeum Narodowe w Krakowie (Kraków 2005),
- „Obrazy”, Stacja Nowa Gdynia, wspólnie z J. Kusińskim i J. Nowińskim (Zgierz 2005),
- „Na Drodze”, Galeria Fundacji Wspierania Rozwoju Sztuki, wystawa indywidualna (Kijów 2005)[3],
- „Konfrontacje IV”, Galeria Instytutu Polskiego w Pradze, wspólnie z Jiřím Šuhájkiem (Praga 2006)[7],
- „Metaportrety”, Galeria Krytyków Pokaz, wspólnie z J. Kusińskim i J. Nowińskim (Warszawa 2006)[3],
- „Fotografie”, Galeria Sztuki Współczesnej DA „Rempex” (Warszawa 2007)[8].

Jest także współautorem albumu „Wszechświat księdza Jana Twardowskiego”, wydanego w 2002, utworzonego wraz z Czesławem Czaplińskim, a także autorem projektu renowacji pałacu Roberta Biedermanna (siedziby firmy Atlas) w 1997.

### Pozostała działalność
Andrzej Walczak jest pomysłodawcą i założycielem Galerii Atlas Sztuki, a także prezesem i pomysłodawcą Fundacji Atlas Sztuki z siedzibą przy ul. Piotrkowskiej 114, przewodniczącym rady programowej instytucji kultury InLodz21, dążącej do utworzenia Muzeum Cywilizacji w Łodzi, a także do realizacji obiektów architektonicznych, w tym autorstwa architekta Daniela Libeskinda, należy do rady programowej fundacji Think Lodz, jest pomysłodawcą i założycielem Fundacji Sztuk Świata wraz z Davidem Lynchem i Markiem Żydowiczem. Był współautorem koncepcji Specjalnej Strefy Detalu – programu architektoniczno-urbanistycznego dla Nowego Centrum Łodzi oraz sponsorem generalnym festiwalu Camerimage, wspólnie z Radosławem Wiśniewskim stworzył fundację „Łódź”.
Jest również fundatorem artystycznej, malowanej kurtyny przedstawiającej obraz „Zdumiewająco nieprzemysłowy duch” o wymiarach 6 × 8,20 m, autorstwa Piotra Naliwajki dla Teatru Powszechnego w Łodzi.
Andrzej Walczak wraz z Fundacją Atlas Sztuki był współproducentem filmu „Bezmiar sprawiedliwości”, przedstawienia teatralnego „Testosteron” wystawianego w Teatrze Powszechnym w Łodzi, oraz współproducentem filmu fabularnego „Mistrz”.
Powołany do Rady Muzeum przy Zamku Królewskim w Warszawie.